# Luigi Sandrinelli
Luigi Scipione Sandrinelli (* 21. Juni 1846 in Triest; † 25. Januar 1922 ebenda) war ein österreichischer Jurist und Kommunalpolitiker.
Luigi war Sohn des Triestiner Richters Giuseppe Sandrinelli (1808–1890). Er studierte zunächst an der Universität Padua, ab 1866 an der Universität Graz mit Promotion zum Dr. jur. (1870). Sandrinelli war dann in seiner Heimatstadt als Anwalt tätig und von 1900 bis 1909 Bürgermeister der Stadt.